# Urlaub in Polen
Urlaub in Polen ist ein 1999 in Köln gegründetes Musikprojekt.

## Geschichte
Urlaub in Polen bestand anfangs aus dem Schlagzeuger Oliver Hilse und dem Multiinstrumentalisten und Gitarristen der Band Ken, Georg Brenner. Es wurde 1999 eine EP veröffentlicht. Mit Jan Philipp Janzen (auch Mitglied der Band Von Spar) als neuem Schlagzeuger erschienen danach fünf Alben, die ersten beiden (Parsec, 2002; White Spot, 2004) beim Independent-Label Rakete bzw. bei bluNoise (jeweils im Rough-Trade-Vertrieb), das dritte, Health and Welfare, 2006 bei Tomlab. Liquid (Strange Ways/Indigo) wurde im Februar 2009 veröffentlicht.
Mit Erscheinen des letzten Albums Boldstriker 2011 wurde die Auflösung der Band angekündigt. Ihren vorerst letzten offiziellen Auftritt hatte die Band am 18. August 2012 beim Voice of Art Festival in Hohenstein-Ernstthal. 2017 jedoch spielt die Band wieder Konzerte.

## Stil
Die Musik des Projekts wurde unter anderem als „Noise-Pop“ bezeichnet.

## Bandname
In einem Interview erklärte der Musiker Georg Brenner, dass der Bandname aus der Begegnung mit einem Bekannten herrührte, den der Musikstil der Band an seine drastischen Erlebnissen bei einem Urlaub in Polen erinnerte. Einem Running Gag gleich übernahmen die Musiker mit der Zeit diesen Begriff als Bandnamen.

## Diskografie
- 1999: Urlaub in Polen (EP, Eigenveröffentlichung)[1]
- 2002: Parsec (Album, Rakete / BluNoise;[7] 2009: Neuveröffentlichung als Special Edition mit zwei Bonustracks und drei Live-Videos sowie geändertem Cover-Artwork)[8][9]
- 2004: White Spot (Album, Rakete / Rough Trade)[10]
- 2006: Health and Welfare (Album, Tomlab / Hausmusik)[11]
- 2009: Liquid (Album, Strange Ways / Indigo)[12][13]
- 2011: Boldstriker (Album, Strange Ways / Indigo)[14][15]
- 2020: All (Album / Tapete Records, Indigo)